# Veia cervical profunda
A veia cervical profunda é uma veia do pescoço.